# Zapalovač

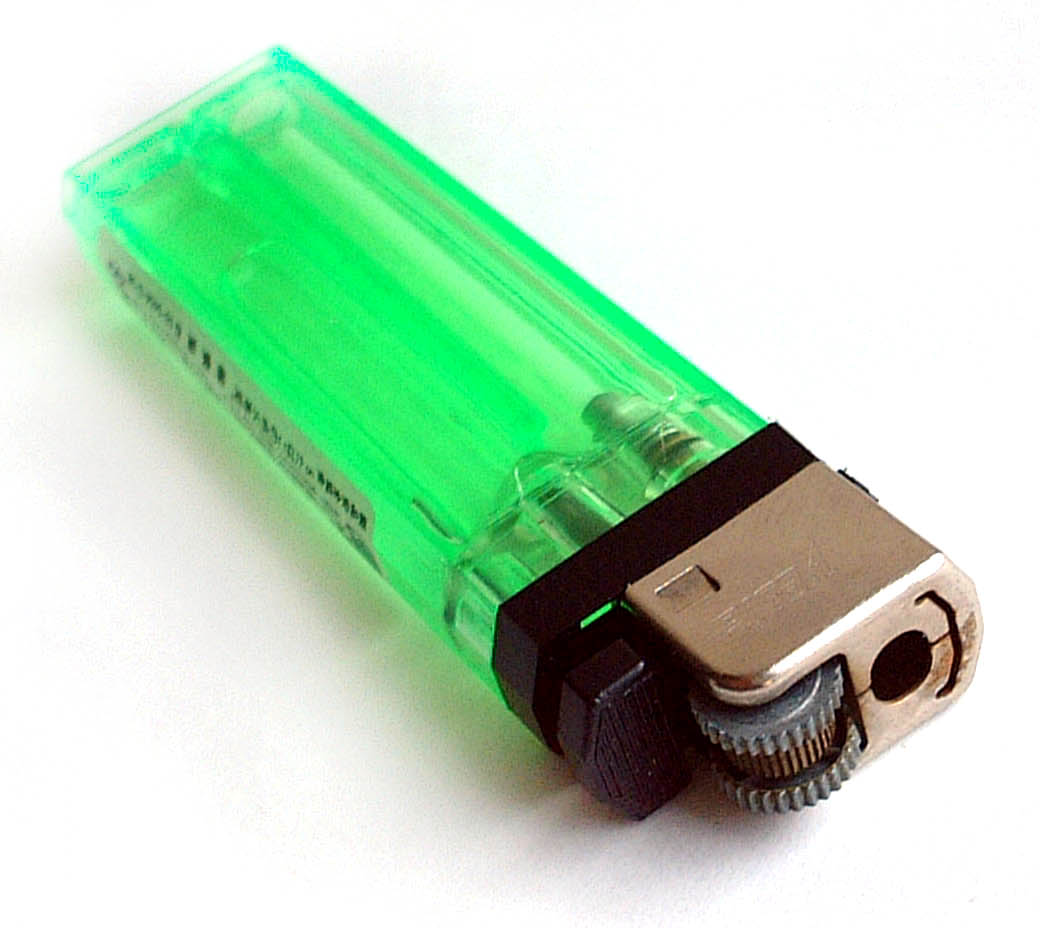
Typický plynový zapalovač na jedno použití

Zapalovač je poměrně jednoduché zařízení, které vytvoří, respektive zapálí oheň.
Pracuje buď na principu mechanického pohybu v případě ručních respektive kapesních zapalovačů, může se ale jednat i o malý elektrický spotřebič, to v případě běžných domácích (nejčastěji kuchyňských) potřeb.

## Kapesní zapalovače

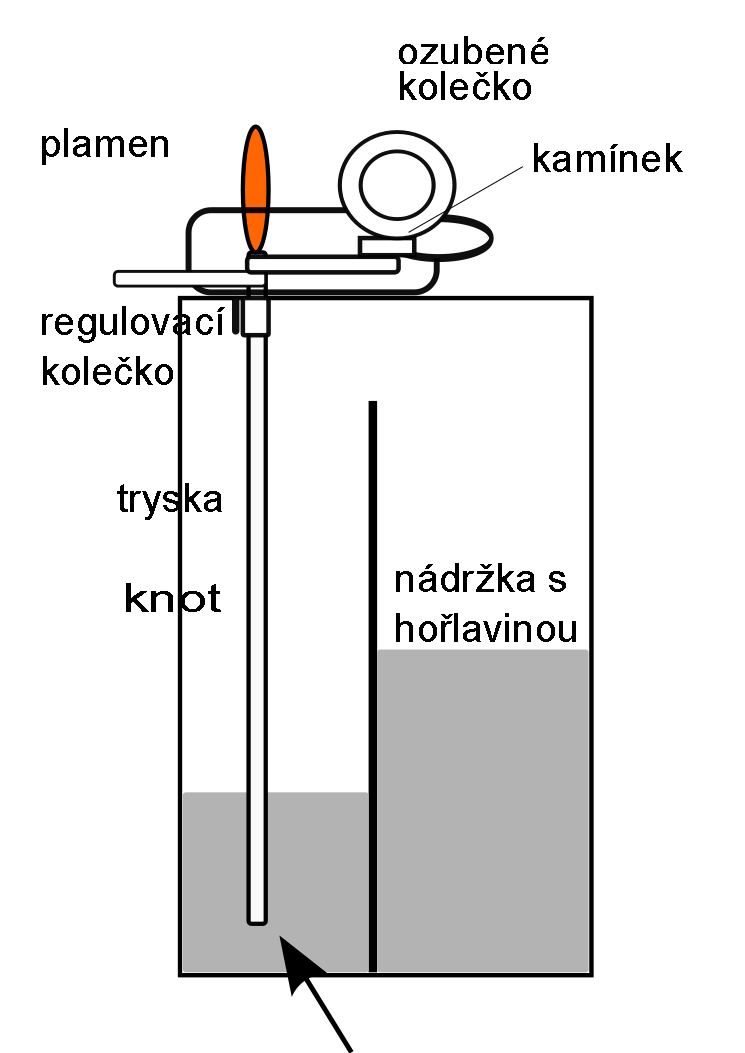
Schéma zapalovače

V současnosti jsou nejvíce rozšířeny dva typy zapalovačů – plynové a benzínové. Někdy se dělí ještě podle možnosti doplňování hořlaviny na zapalovače na jedno použití a plnicí.
Zapalovač se skládá z několika částí, kterými jsou nádrž s hořlavinou, tryska či knot a mechanismem který vytváří jiskru. Jiskrový mechanismus může být tvořen piezoelektrickým krystalem, který po stisknutí vytvoří elektrickou jiskru, jež zapálí hořlavinu. Druhým typem mechanismu je zařízení podobné křesadlu – ozubený válec s drážkováním, který se tře o „kamínek do zapalovače“, čímž dochází ke vzniku jiskry a obdobně k zapálení hořlaviny.

### Benzinový zapalovač
Benzinové zapalovače bývají většinou kovové a ve spodní části se nachází nádoba, ve které je zasunuté těleso zapalovače. Vnitřek tělesa je vyplněn vatou, či jinou sající látkou, která absorbuje hořlavinu (nejčastěji technický benzín) a zadržuje jí před vypařením. Do tělesa zapalovače je zaveden knot, který je zvlhčen hořlavinou. Při škrtnutí jsou zapáleny hořlavé směsi, což vyvolá plamen.
Některé typy zapalovačů mají oblast okolo knotu chráněnou speciální částí, která je děrovaná a umožňuje plamenu hořet i při prudkém foukání větru, či při pádu na zem. Tato technologie je patentována[zdroj?].
Nejznámějšími benzínovými zapalovači jsou výrobky značky Zippo, které jsou pro jejich uživatele zárukou kvality. Firma poskytuje na veškeré svoje zapalovače doživotní záruku. Další celosvětově rozšířenou značkou je rakouské IMCO s téměř stoletou tradicí výroby benzínových zapalovačů vlastního patentu známých v ČR též pod označením „rakušák“.

### Plynové zapalovače
Plynový zapalovač je založen na spalování plynného butanu, případně ve směsi s propanem, který může vyvíjet teplotu až okolo 750 °C. Butan je skladován v malé nádržce pod křesadlem v kapalném stavu. U některých typů zapalovačů je možné nádržku pro plyn doplňovat z externího zdroje, což prodlužuje životnost zapalovače.
Do nádržky je zavedena trubička, kterou je při stisknutí plastového tlačítka regulován únik plynu z trysky. V přední části zapalovače je často umístěno regulační kolečko, kterým je možno regulovat zaškrcení trysky, což vede ke zvětšování či zmenšování plamene. Pokud se kolečko vytočí příliš, dochází k tomu, že plyn uniká ze zapalovače nekontrolovatelně. Pokud v této fázi dojde k zapálení, jedná se o neovladatelný zdroj ohně.
Plynové zapalovače jsou velmi nebezpečné v oblastech s vysokou teplotou, jelikož mohou samovolně vybouchnout vlivem expanze plynu v nádrži. Mezi nejnebezpečnější místa patří interiéry automobilů, které jsou vystaveny slunečním paprskům.

## Elektrické zapalovače
Používají se v domácnostech k podpalování plynových spotřebičů jako jsou sporáky, karmy, plynová kamna apod.

### Zapalovače piezoelelektrické
Pracují na piezoelektrickém principu, stlačením krystalu vznikne elektrické napětí, jenž vytvoří malý elektrický výboj v jiskřišti, jiskra výboje pak podpálí plyn ve sporáku či v plynových kamnech.

### Zapalovače síťové
Existuji i zapalovací zařízení pracující s napájením z běžné elektrorozvodné sítě.

### Cigaretové zapalovače v automobilech
Běžným vybavením většiny moderních automobilů jsou 12voltové zásuvky, ve kterých je umístěn cigaretový zapalovač. 12voltovou zásuvku je možné využít také k nabíjení mobilních telefonů, napájení navigací, autochladniček apod.